# Panulirus regius
Langouste royale, Langouste verte, Langusta
Espèce
Statut de conservation UICN

DD : Données insuffisantes
Panulirus regius, la Langouste royale, Langouste verte ou Langusta, est une espèce de crustacés décapodes (à dix pattes).

## Description
Cette langouste mesure en moyenne 25 cm de long (max 45-50). Ses segments abdominaux sont verdâtres avec une bande transversale blanche le long du bord postérieur et séparée de celui-ci par une bande sombre. Il y a une petite tache blanche sur la base de la carapace de chaque segment abdominal. L’éventail caudal est uniformément verdâtre ou brunâtre. Cette espèce habite les eaux peu profondes jusqu’à 40⁄50 m de fond, mais communément entre 5 et 15 m sur substrat rocheux. On la retrouve aussi, moins fréquemment, sur fond sableux. C’est un carnivore benthique parfois charognard qui se nourrit généralement d'animaux peu mobiles et faciles à capturer où de restes biologiques. Elle se retrouve dans des eaux chaudes moyennement chaudes entre 15 et 25 °C le plus souvent. 

## Distribution et habitat
Sa répartition est un peu plus large que l’intertropicale classique : Golfe de Guinée, corne ouest-africaine, Caraïbes et Amérique centrale, en Atlantique comme en Pacifique (notamment sur la Côte ouest en Californie), et en Nouvelle-Calédonie. Elle est commune en Côte d’Ivoire.

## La Langouste royale et l'Humain
Cette espèce joue un rôle économique majeur en Afrique de l’Ouest, et sûrement ailleurs dans le monde. Coûtant relativement plus cher que la plupart des produits de la mer, c’est une source de revenu importante pour les populations locales. Cela explique qu’elle est plus souvent revendue que consommée directement. C’est un aliment de luxe, consommé occasionnellement. Elle peut être préparée de très nombreuses manières : grillée, au four, en sauces, en apéritif, en soupe, etc.

## Systématique
Le nom valide complet (avec auteur) de ce taxon est Panulirus regius De Brito Capello, 1864.
Ce taxon porte en français les noms vernaculaires ou normalisés suivants : Langouste royale, Langouste verte, Langusta.
Panulirus regius a pour synonymes :
- Palinurus fasciatus Risso, 1816
- Palinurus longipes Pfeffer, 1881
- Palinurus regius (de Brito Capello, 1864)
- Palinurus rissonii Desmarest, 1825
- Palinustus phoberus de Rochebrune, 1883
- Panulirus rissonii (Desmarest, 1825)
- Phyllosoma commune Leach, 1817
- Phyllosoma communis Leach, 1817
- Puer atlanticus Bouvier, 1905